# Instituto Fritz Haber de la Sociedad Max Planck
El Instituto Fritz Haber de la Sociedad Max Planck (abreviado: FHI; en alemán Fritz-Haber-Institut der Max-Planck-Gesellschaft) es un instituto de investigación en el ámbito de la física y la química. Se encuentra situado en Berlín-Dahlem, Alemania. Fundado en 1911 como Instituto Kaiser Wilhelm para la Físico-química y la Electro-química e inaugurado en 1912, es el segundo instituto más antiguo de la Sociedad Max Planck. Desde 1988, el instituto está dividido en cinco departamentos científicos, donde cada uno cuenta con un director. 

## Historia

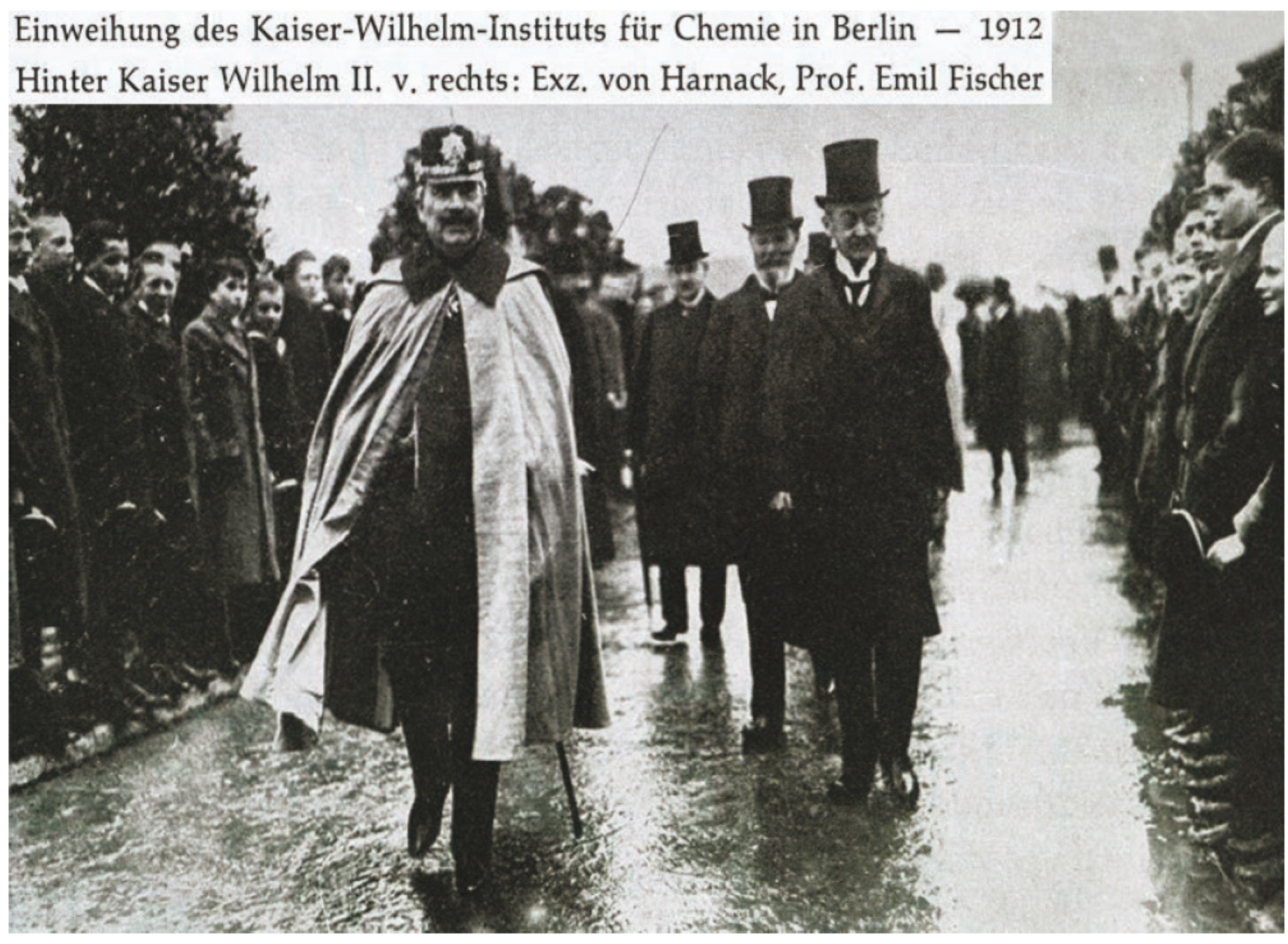
Inauguración de los dos Institutos Kaiser Wilhelm por el Káiser.

En 1911, la recientemente fundada Sociedad Kaiser Wilhelm, estableció dos institutos científicos en Berlín-Dahlem:
1. Instituto Kaiser Wilhelm para la Química.
2. Instituto Kaiser Wilhelm para la Fisicoquímica y la Electroquímica.

El director fundador de este último fue Fritz Haber. Antes que pasar un año, el 22 de octubre de 1912, ambos institutos fueron inaugurados en una ceremonia común. La fotografía del lado izquierdo muestra a Guillermo II de Alemania al frente, el cual ejerció como patrono de la sociedad, y desde atrás hacia delante, a Fritz Haber, Emil Fischer y Adolf von Harnack, el primer presidente de la sociedad.
En la Primera Guerra Mundial, el instituto -aunque dedicado a la ciencia fundamental- se dedicó al desarrollo de gases tóxicos con propósitos bélicos.  
En 1933, Haber dimitió del cargo de director, ya que fue obligado a despedir a sus colaboradores judíos a raíz de las Leyes de Núremberg.
Otros directores destacados fueron Robert Havemann (1945–1948), Karl Friedrich Bonhoeffer (1948–1951) y Max von Laue (1951–1959).
Después de la Segunda Guerra Mundial, en Alemania Occidental la Sociedad Kaiser Wilhelm fue reemplazada por la Sociedad Max Planck, pero este procedimiento no fue válido en Berlín Occidental  a causa del estatuto político de la ciudad. En 1953, von Laue consiguió la incorporación del instituto en la Sociedad Max Planck. Igualmente, el nombre cambió a Fritz-Haber-Institut para honrar el director fundador.
En 1980, se realizó una reforma estructural: la posición del director como cargo vitalicio (o hasta la jubilación) fue suprimida. En cambio, se optó por una dirección colegial, la cual elige cada dos años al director gestor.

## Departamentos científicos
Las actividades de todos los departamentos enfocan la investigación de los fenómenos sobre las superficies. Los departamentos científicos son:
- Química inorgánica, director: Robert Schlögl
- Física molecular, director: Gerard Meijer
- Fisicoquímica, director: Martin Wolf
- Teoría, director: Karsten Reuter
- Ciencia de interfases, directora: Beatriz Roldán Cuenya

## Otros científicos destacados del instituto
- James Franck
- Michael Polanyi
- Robert Havemann
- Karl Friedrich Bonhoeffer
- Ernst Ruska
- Gerhard Borrmann
- Rolf Hosemann
- Elmar Zeitler

El instituto elige científicos importantes de otras instituciones como «Miembros Científicos Extranjeros» (Auswärtige wissenschaftliche Mitglieder):
- Aaron Klug
- Joachim Sauer

## Científicos del instituto laureados con el Premio Nobel
- Max von Laue, 1914, física
- Fritz Haber, 1918, química
- Ernst Ruska, 1986, física
- Gerhard Ertl, 2007, química